# Bedafse Bergen

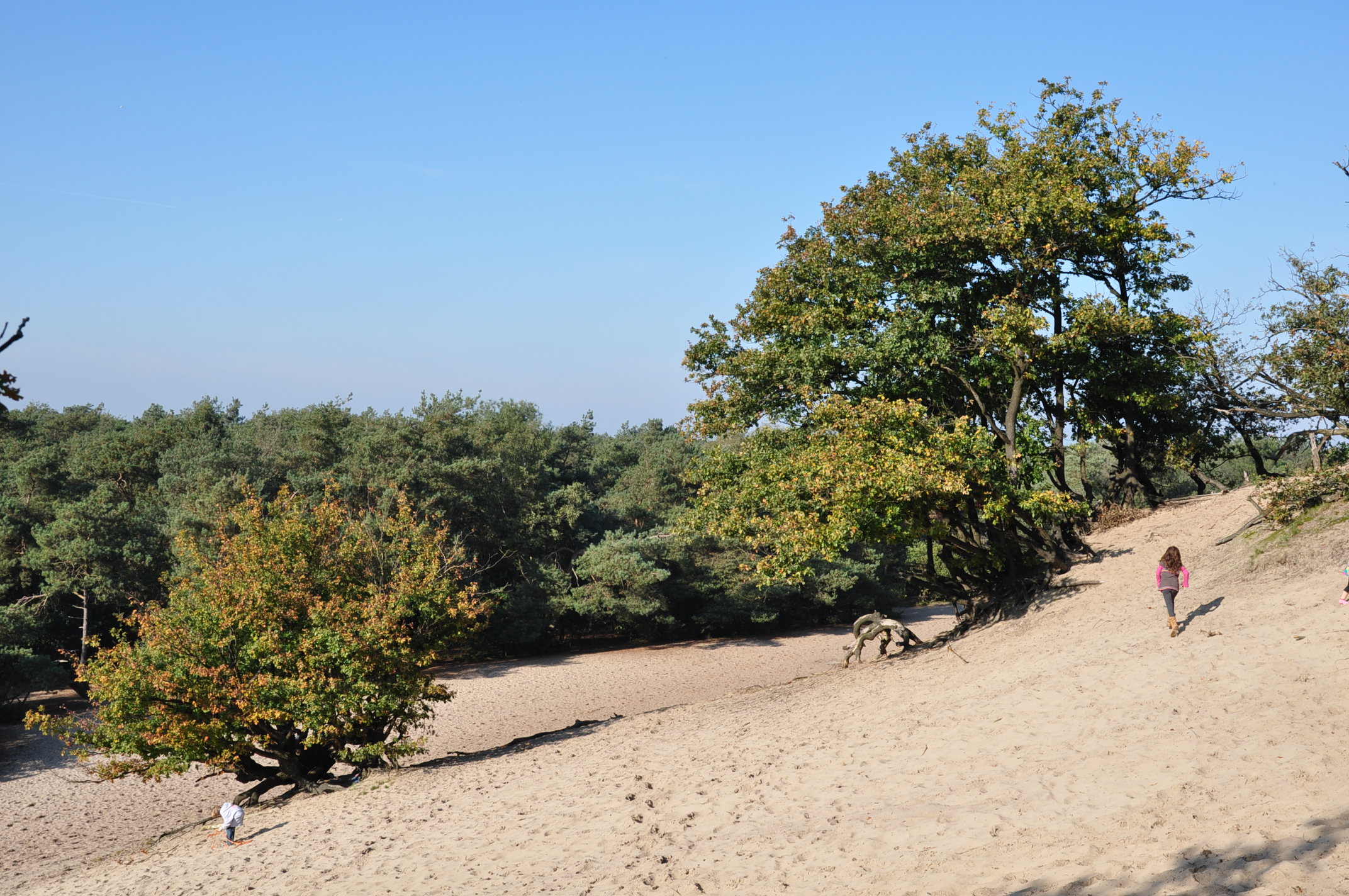
Bedafse Bergen

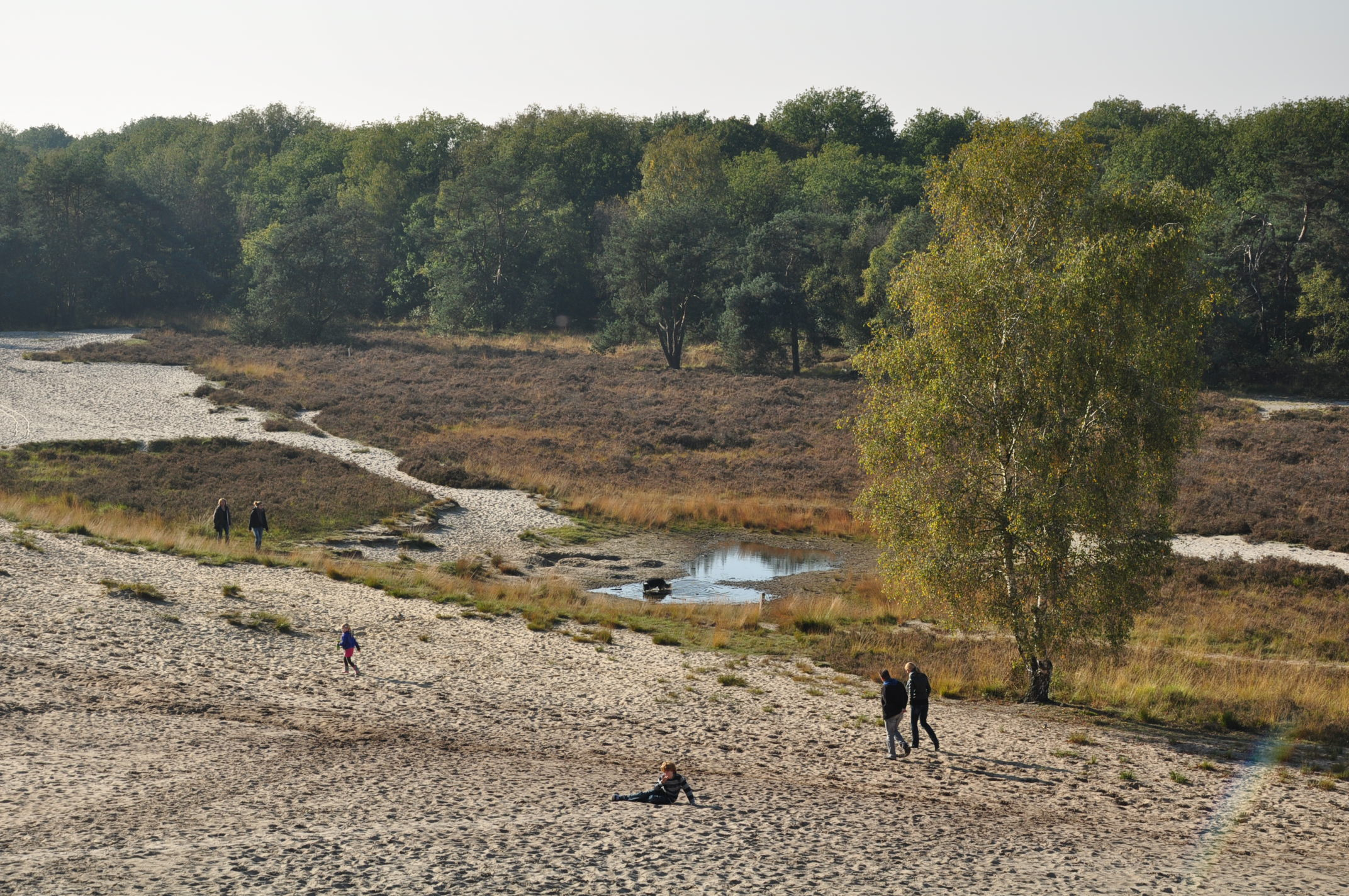
Uitzicht vanaf de 'bergen'

De Bedafse Bergen (ook gespeld: Bedafsche Bergen) is een langgerekt natuurgebied van 75 hectare groot dat zich bevindt ten noordoosten van Vorstenbosch en ten noordwesten van de buurtschap Bedaf. Het grootste deel ervan ligt in de gemeente Uden, die ook eigenaar van het gebied is.
In de middeleeuwen is hier een stuifzandrug ontstaan die in het begin van de twintigste eeuw met naaldbomen beplant werd. Het hout werd voornamelijk als mijnhout gebruikt. De stuifzandrug met hoogten tot 25 meter wordt door beheer in stand gehouden. Ze wordt geflankeerd door een heideveld op de uitgestoven vlakte waar onder meer bruine snavelbies voorkomt.
Broedvogels in het gebied zijn sperwer, boomvalk, ransuil, wielewaal, bonte vliegenvanger, geelgors, gekraagde roodstaart en boomleeuwerik.
Ten noordoosten van de Bedafse Bergen bevindt zich het uitgestrekte landschapspark Maashorst en tussen de Bedafse Bergen en Uden liggen de Wijstgronden.